# Ephialtes decumbens
Ephialtes decumbens là một loài tò vò trong họ Ichneumonidae.